# Lisa Hartman
Lisa Hartman Black (ur. 1 czerwca 1956 w Houston) – amerykańska aktorka i producentka telewizyjna, kompozytorka i piosenkarka.

## Życiorys
Urodziła się w Houston w stanie Teksas jako córka piosenkarza country Howarda Hartmana i hollywoodzkiej agentki od reklamy – Jonni Hartman. Ma siostrę Terri Hartman. Już w młodym wieku pojawiła się w reklamie u boku aktora Johna Wayne'a. Ukończyła High School of the Performing Arts w rodzinnym Houston. Pracowała w lokalnym teatrze. 
W wieku 16 lat była piosenkarką miejscowego zespołu rockowego Lisa Hartman & Four Grand i występowała w Holiday Inns. Grała główne role na scenie w przedstawieniach Kopciuszek i Południowy Pacyfik. 
Zadebiutowała na szklanym ekranie główną rolą Tabithy Stephens w Tabitha (1977-78), spin-off sitcomu ABC Ożeniłem się z czarownicą. Przełom w jej karierze nastąpił w 1982 roku, kiedy zaczęła występować w operze mydlanej CBS Knots Landing (1983-86), grając piosenkę rockową Ciji Dunne. Jej postać romansowała z postaciami jak Gary Ewing (Ted Shackelford) i Chip Roberts (Michael Sabatino), a gdy w 1983 roku jej postać została zamordowana, jako rozwiązanie została przywrócona jako Cathy Geary-Rush, również śpiewaczka, która później wychodzi za mąż za niezrównoważonego teleewangelistę (Alec Baldwin). Za rolę odebrała w roku 1984 nagrodę Soap Opera Digest. Hartman pozostała w serialu do 1986 roku, kiedy to została zwolniona z powodu cięć budżetowych. 
Pojawiła się też w horrorze Wesa Cravena Śmiertelne błogosławieństwo (Deadly Blessing, 1981) z Sharon Stone jako Faith Stohler, komedii Gdzie są ci chłopcy (Where the Boys Are '84, 1984) jako Jennie Cooper, w serialu Matlock (1988) jako Shelby Russell i operze mydlanej CBC Malibu Road 2000 (1992) jako Jade O'Keefe.
20 października 1991 roku wyszła za mąż za kompozytora i aktora Clinta Blacka. Mają córkę Lily Pearl Black (ur. 8 maja 2001).